# Paolo Franzini Tibaldeo
Paolo Franzini Tibaldeo (Casal Cermelli, 18 marzo 1814 – San Salvatore Monferrato, 16 luglio 1879) è stato un generale italiano, insignito della medaglia d'oro al valor militare nel corso della campagna piemontese in Italia centrale per l'annessione al Regno d'Italia delle Marche e dell'Umbria.

## Biografia
Nacque a Casal Cermelli, presso Alessandria, il 18 marzo 1814, figlio di Giovanni e di Caterina Cermelli, all'interno di una famiglia di forti tradizioni militari.
Frequentò la Regia Accademia Militare da cui uscì con il grado di luogotenente nel 1833.  Il 30 luglio 1846 fu decorato con una medaglia d'argento al valor militare per aver salvato da sicura morte a Torino un militare di truppa che, inesperto del nuoto, era stato travolto dalla impetuosa corrente del fiume Po.
Promosso capitano partecipò alla campagna militare del 1848 in qualità di addetto allo Stato maggiore dell'Armata Sarda. Divenuto maggiore il 3 marzo 1849, prese parte alla breve campagna militare di quell’anno, come comandante il parco principale d'artiglieria.
Promosso tenente colonnello nel settembre 1858, durante la seconda guerra d'indipendenza italiana (1859), ricoprì particolari incarichi organizzativi e di collegamento con l'Armata francese al comando dell'Imperatore Napoleone III. Promosso colonnello nell'ottobre di quell'anno fu poi comandante dell'artiglieria in Alessandria. Nella successiva partecipò alla campagna militare per l'annessione al Regno d'Italia delle Marche e dell'Umbria nel 1860, fu al comandò delle artiglierie del IV Corpo d'armata del generale Enrico Cialdini. Si distinse nel combattimento di Castelfidardo, e quindi, dal 25 al 28 settembre, nelle operazioni contro forte Scrima e contro gli spalti di Porta Pia, nell'assedio di Ancona, dove, dirigendo il fuoco delle sue batterie, nonostante la violenta difesa, sostenne validamente le truppe della fanteria lanciata all'attacco. Per questa impresa fu insignito della medaglia d'oro al valor militare a vivente.
Partecipò quindi all'assedio di Gaeta nel 1861, venendo promosso maggior generale nel 1862, e assunto il comando della Brigata Cuneo la guidò di persona in parecchie spedizioni, nella zona fra Nola ed Avellino, contro bande armate di briganti, ottenendo la nomina a Commendatore dell'Ordine militare di Savoia. Nel 1865 era al comando della Brigata Aosta con sede a Milano.
Assunto poi il comando della 20ª Divisione nel 1866, a causa del fulmineo succedersi degli avvenimenti militari nel corso della terza guerra d'indipendenza italiana non riuscì a dare il suo contributo alle operazioni belliche contro l'Impero austro-ungarico.
Nell'agosto 1866 fu elevato al rango di luogotenente generale e ricevette l'incarico di governatore di Mantova e della sua piazzaforte, e nel 1870 divenne comandante della Divisione militare di Messina e, quattro anni dopo, di quella di Torino. Fu definitivamente collocato a riposo nel 1877, e si spense a San Salvatore Monferrato, presso Alessandria, il 16 luglio 1879.

### Fonti
1. 1 2 3 4 5 6 7 8 9 10 11  Combattenti Liberazione.
2. 1 2 3  Carolei, Greganti 1950, p. 114.
3. ↑   Rivista di artiglieria e genio, Volume 1, 1898,  p. 140. URL consultato il 5 marzo 2022.
4. 1 2 3 4   Medaglia d'oro al valor militare Franzini Tibaldeo, Paolo, su quirinale.it, Quirinale. URL consultato l'8 marzo 2021.
5. ↑   Annuario militare del Regno d'Italia, 1865,  p. 437. URL consultato il 5 marzo 2022.